# 1804 w sztukach plastycznych
Wydarzenia w sztukach plastycznych i wizualnych w 1804 roku.

## Urodzeni
- 21 stycznia - Moritz von Schwind (zm. 1871), austriacki malarz i rysownik
- 2 marca - Denis Auguste Raffet (zm. 1860), francuski malarz i grafik
- 8 marca - Alvan Clark (zm. 1887), amerykański portrecista, astronom i producent teleskopów
- 20 marca - Wilhelm Bendz (zm. 1832), duński malarz

## Zmarli
- 3 marca - Giovanni Domenico Tiepolo (ur. 1727), włoski malarz, rysownik i grafik
- 29 października - George Morland (ur. 1763), angielski malarz